# 孙志梅
孙志梅（1970年—），北京航空航天大学材料科学与工程学院教授、博士生导师，中华人民共和国教育部长江学者特聘教授，从事硫族化合物半导体材料与计算材料学研究。

## 生平
2002年获中国科学院金属研究所工学博士学位。2007年6月至2013年7月任厦门大学教授，2013年8月起任北京航空航天大学教授。

## 荣誉
- 中国国家杰出青年科学基金获得者
- 中国教育部长江学者特聘教授
- 中国科学院院长优秀奖